# Leran Wetan
Leran Wetan is een bestuurslaag in het regentschap Tuban van de provincie Oost-Java, Indonesië. Leran Wetan telt 4906 inwoners (volkstelling 2010).